# Martedì e venerdì
Martedì e venerdì è un film del 2024 scritto e diretto da Fabrizio Moro e Alessio De Leonardis.
È dedicato all'attore Adamo Dionisi, interprete del personaggio di Nando deceduto poco dopo l'uscita del film.

## Trama
Roma. Marino, proprietario di una piccola officina motociclistica, ha da poco affrontato il divorzio dalla moglie Simona e, come da accordi definiti insieme agli avvocati, può vedere sua figlia Claudia soltanto due giorni alla settimana: il martedì e il venerdì. La sua situazione peggiora ulteriormente quando, a causa di vecchie tasse non pagate, è costretto a chiudere la sua attività.
Le crescenti difficoltà economiche e la totale incapacità di gestire la sua nuova e complicata vita privata, lo spingono ad unirsi alla banda di un amico criminale, rapinando supermercati e sfruttando la sua abilità come pilota di moto per gestire la fuga dopo i furti.                                                                                               Riuscire però a mantenere segreta la sua doppia vita senza rovinare irrimediabilmemte il rapporto con sua figlia, non sarà semplice.

## Produzione
Il film è stato girato a Roma, nei quartieri periferici di Ponte di Nona e Lunghezza, tra ottobre e dicembre 2023, per un totale di cinque settimane.

## Promozione
Il primo trailer del film è stato diffuso il 30 gennaio 2024.

## Distribuzione
Il film è stato distribuito nelle sale cinematografiche italiane a partire dal 22 febbraio 2024.
Ha incassato 144.000 euro

## Riconoscimenti
- 2024 - ICFF Italian Contemporary Film Festival
  - Premio a Edoardo Pesce come miglior attore